# سالتا (الأرجنتين)
سالتا (بالإنجليزية: Salta)‏ هي مدينة من مدن الأرجنتين. يبلغ عدد سكانها 535,303 نسمة وذلك حسب إحصائيات سنة 2010. يبلغ ارتفاع المدينة عن سطح البحر قرابة 1152 متر.

## المناخ
يظهر الجدول التالي التغييرات المناخية على مدار السنة لسالتا:
| البيانات المناخية لـسالتا | البيانات المناخية لـسالتا | البيانات المناخية لـسالتا | البيانات المناخية لـسالتا | البيانات المناخية لـسالتا | البيانات المناخية لـسالتا | البيانات المناخية لـسالتا | البيانات المناخية لـسالتا | البيانات المناخية لـسالتا | البيانات المناخية لـسالتا | البيانات المناخية لـسالتا | البيانات المناخية لـسالتا | البيانات المناخية لـسالتا | البيانات المناخية لـسالتا |
| الشهر | يناير                     | فبراير                    | مارس                      | أبريل                     | مايو                      | يونيو                     | يوليو                     | أغسطس                     | سبتمبر                    | أكتوبر                    | نوفمبر                    | ديسمبر                    | المعدل السنوي             |
| --- | ------------------------- | ------------------------- | ------------------------- | ------------------------- | ------------------------- | ------------------------- | ------------------------- | ------------------------- | ------------------------- | ------------------------- | ------------------------- | ------------------------- | ------------------------- |
| الدرجة القصوى °م (°ف) | 36.4 (97.5)               | 35.1 (95.2)               | 34.0 (93.2)               | 34.3 (93.7)               | 34.2 (93.6)               | 34.0 (93.2)               | 37.2 (99.0)               | 36.5 (97.7)               | 37.8 (100.0)              | 38.9 (102.0)              | 39.9 (103.8)              | 38.7 (101.7)              | 39.9 (103.8)              |
| متوسط درجة الحرارة الكبرى °م (°ف) | 27.4 (81.3)               | 26.4 (79.5)               | 25.2 (77.4)               | 22.7 (72.9)               | 20.3 (68.5)               | 19.6 (67.3)               | 20.0 (68.0)               | 22.3 (72.1)               | 23.9 (75.0)               | 26.8 (80.2)               | 27.5 (81.5)               | 28.0 (82.4)               | 24.2 (75.6)               |
| المتوسط اليومي °م (°ف) | 21.4 (70.5)               | 20.3 (68.5)               | 19.5 (67.1)               | 16.6 (61.9)               | 13.1 (55.6)               | 10.6 (51.1)               | 10.1 (50.2)               | 12.7 (54.9)               | 15.1 (59.2)               | 19.1 (66.4)               | 20.5 (68.9)               | 21.5 (70.7)               | 16.7 (62.1)               |
| متوسط درجة الحرارة الصغرى °م (°ف) | 16.6 (61.9)               | 15.7 (60.3)               | 15.3 (59.5)               | 11.9 (53.4)               | 7.6 (45.7)                | 4.1 (39.4)                | 2.9 (37.2)                | 4.9 (40.8)                | 7.3 (45.1)                | 11.8 (53.2)               | 14.1 (57.4)               | 15.9 (60.6)               | 10.7 (51.3)               |
| أدنى درجة حرارة °م (°ف) | 6.1 (43.0)                | 4.8 (40.6)                | 2.2 (36.0)                | −1.5 (29.3)               | −4.6 (23.7)               | −7.5 (18.5)               | −8.7 (16.3)               | −9.4 (15.1)               | −4.5 (23.9)               | −1.3 (29.7)               | 1.5 (34.7)                | 6.2 (43.2)                | −9.4 (15.1)               |
| الهطول مم (إنش) | 192.6 (7.58)              | 154.2 (6.07)              | 110.6 (4.35)              | 33.0 (1.30)               | 8.0 (0.31)                | 1.5 (0.06)                | 3.9 (0.15)                | 3.8 (0.15)                | 7.6 (0.30)                | 25.1 (0.99)               | 62.2 (2.45)               | 145.6 (5.73)              | 748.1 (29.45)             |
| متوسط أيام هطول الأمطار (≥ 0.1 mm) | 16.3                      | 14.8                      | 14.2                      | 7.9                       | 3.9                       | 1.6                       | 2.1                       | 2.1                       | 2.7                       | 5.7                       | 9.5                       | 14.0                      | 94.8                      |
| متوسط الرطوبة النسبية (%) | 78.2                      | 81.0                      | 83.7                      | 82.9                      | 80.5                      | 75.5                      | 69.1                      | 62.8                      | 58.2                      | 61.2                      | 67.1                      | 73.1                      | 72.8                      |
| ساعات سطوع الشمس الشهرية | 164.3                     | 134.4                     | 105.4                     | 117.0                     | 136.4                     | 120.0                     | 173.6                     | 195.3                     | 162.0                     | 182.9                     | 171.0                     | 164.3                     | 1٬826٫6                   |
| نسبة وصول أشعة الشمس | 39                        | 37                        | 28                        | 33                        | 40                        | 37                        | 52                        | 56                        | 45                        | 47                        | 43                        | 39                        | 41                        |
| المصدر #1: Servicio Meteorológico Nacional, Oficina de Riesgo Agropecuario (December record high), Meteo Climat (record highs and lows) |                           |                           |                           |                           |                           |                           |                           |                           |                           |                           |                           |                           |                           |
| المصدر #2: NOAA (sun 1961–1990), UNLP (June sun only)                                                                                   |                           |                           |                           |                           |                           |                           |                           |                           |                           |                           |                           |                           |                           |

## توأمة
لسالتا (الأرجنتين) اتفاقيات توأمة مع كل من:
- ماراكاي
- تاريخا، بوليفيا
- كالاما

## أعلام
- فرنسيسكو غابينو أرياس
- خوسيه إيفاريستو
- نورما خيمينيز
- لوكريثيا مارتيل
- توماس ن. هايبارد
- راؤول أرسينيو كاسادو
- خوسيه فيلكس أوريبورو
- إيمي باترسون
- ماتياس فارغاس
- فيكتورينو دي لا بلازا

## وصلات خارجية
- الموقع الإلكتروني